# Chasmacryptum seriatimpunctatum
Chasmacryptum seriatimpunctatum är en tvåvingeart som beskrevs av Becker 1907. Chasmacryptum seriatimpunctatum ingår i släktet Chasmacryptum och familjen kärrflugor. Inga underarter finns listade i Catalogue of Life.